# Реконструкция объектов капитального строительства

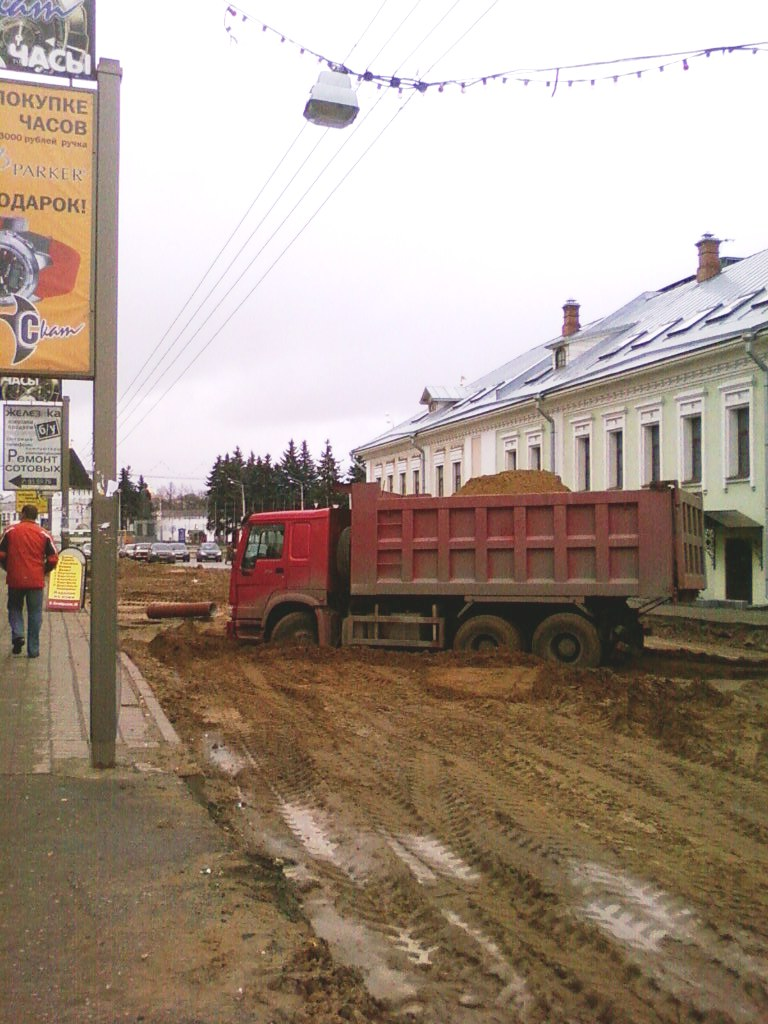
Реконструкция улицы часто подразумевает полную замену не только дорожного покрытия, но и дорожной подушки и подземных коммуникаций. На фото: реконструкция Большой Октябрьской улицы в Ярославле.

Реконструкция объектов капитального строительства — вид градостроительной деятельности.
Реконструкция объектов капитального строительства (за исключением линейных объектов) — изменение параметров объекта капитального строительства, его частей (высоты, количества этажей, площади, объёма), в том числе надстройка, перестройка, расширение объекта капитального строительства, а также замена и (или) восстановление несущих строительных конструкций объекта капитального строительства, за исключением замены отдельных элементов таких конструкций на аналогичные или иные улучшающие показатели таких конструкций элементы и (или) восстановления указанных элементов.
Реконструкция линейных объектов (дорог, водопроводов, электросетей) — изменение параметров линейных объектов или их участков (частей), которое влечёт за собой изменение класса, категории и (или) первоначально установленных показателей функционирования таких объектов (мощности, грузоподъёмности и других) или при котором требуется изменение границ полос отвода и (или) охранных зон таких объектов.
Изменяемые в процессе реконструкции параметры объектов капитального строительства указываются в градостроительных регламентах правил землепользования и застройки городских округов, городских и сельских поселений.
В налоговом законодательстве для зданий, сооружений, отнесённых к основным средствам, под реконструкцией понимается их переустройство, связанное с совершенствованием производства и повышением его технико-экономических показателей и осуществляемое по проекту реконструкции в целях увеличения производственных мощностей, улучшения качества и изменения номенклатуры продукции.